# 707 Steina
707 Steina este un asteroid din centura principală, descoperit pe 22 decembrie 1910 de Max Wolf.